# Инвертор (электроника)
Инве́ртор (лат. inverto — поворачивать, переворачивать) — элемент вычислительной машины, осуществляющий определённые преобразования сигнала. Различают два основных типа инверторов: аналоговые и цифровые.

## Аналоговый инвертор

Схема аналогового инвертора, он же является аналоговым масштабным звеном при

Инвертор в аналоговых вычислительных машинах — аналоговый функциональный блок, в котором выходная величина {\displaystyle y\left(t\right)} и входная величина {\displaystyle x\left(t\right)} связаны зависимостью: {\displaystyle y\left(t\right)=-x\left(t\right)}. Применяется в АВМ структурного типа, когда при реализации структурной схемы модели необходимо изменить знак функции или величины на противоположный.
В качестве инвертора может применяться блок суммирования, в котором {\displaystyle k_{1}=1} и {\displaystyle k_{i}=0,i=2,\dots ,n}, а напряжение на выходе определяется зависимостью:[прояснить]
{\displaystyle U_{out}(t)=-{\frac {R_{1}}{R}}U_{in}(t)=-U_{in}(t)}.

## Цифровой инвертор

Инвертор цифровой

Инвертор в цифровых вычислительных машинах — логический элемент, выполняющий операцию логического отрицания — инверсии. Инверторы обычно изготавливают на активных элементах с одновременным усилением и формированием выходного сигнала. Наряду с другими логическими элементами используют как составную часть устройств, выполняющих определенную логическую функцию.

### Типы
Различают потенциальные и импульсные инверторы.

#### Потенциальные инверторы
В потенциальных инверторах высокий уровень входного напряжения преобразуется в низкий, и наоборот.

#### Импульсные инверторы
В импульсных инверторах в момент подачи сигнала на вход, на выходе появляется сигнал противоположной полярности. Либо в момент подачи импульсов тактирующей серии на выходе появляется сигнал только при отсутствии сигнала на входе.